# Правомерное поведение
Правомерное поведение — подчиненное воле поведение субъекта права (действие или бездействие), которое соответствует предписаниям правовых норм.

## Признаки правомерного поведения
Правомерное поведение характеризуется следующими признаками:
- является общественно полезным (необходимым и желанным) социальным поведением, обеспечивает организованность и гармоничность общественной жизни, устойчивый правопорядок; служит важнейшим фактором решения задач и функций государства и общества; удовлетворение интересов субъектов права. Необходимость правомерного поведения содержится в обязывающих и запретительных нормах права, а желательность для общества данного поведения, зависит от воли уполномоченного лица, является его правом, а не обязанностью и находит свое закрепление в диспозитивных нормах;
- не противоречит нормам и принципам права, любое общественно полезное поведение является правомерным, то есть не только соответствует нормативным предписаниям законов, но и не противоречит общечеловеческим ценностям, поскольку право присутствует в нормативных договорах, правовых обычаях, судебных прецедентах, наконец, в естественных правах человека, правосознании, правоотношениях. Поэтому правильно говорить о правомерном поведении как о поведении, которое не противоречит нормам и принципам права, не нарушает запретов, установленных в обществе;
- имеет сознательно волевой характер, выражается в осознанной мотивации правомерных поступков для достижения поставленных целей;
- внешне выражается в виде действия или бездействия, осуществляется в формах реализации права — соблюдении, исполнении, использовании (гражданами), правоприменении (должностными лицами);
- влечет юридические последствия, поскольку оказывается в юридических фактах (правоустанавливающих, правоизменяющих, правозапретительных), что является предпосылкой правоотношений. Следует учесть, что правовое поведение не всегда вызывает правоотношения;
- охраняется государством с помощью разрешающих, обязывающих и охранных норм, стимулируется с помощью рекомендательных и поощрительных норм.

Правомерное поведение всегда включает два аспекта:
1. информационный — осведомленность гражданина о своих правах и обязанностях. Важным является не только наличие развитого юридического механизма защиты права на доступ к правовой информации, но и активное практическое использование его гражданами;
2. поведенческий — представление о законных способах осуществления субъективных прав и юридических обязанностей.

## Состав правомерного поведения
Состав правомерного поведения — система признаков поведения, которое соответствует предписаниям права.
| Субъект | Субъективная сторона | Объект | Объективная сторона |
| субъекты права: физические и юридические лица, которые признаны дееспособными и деликтоспособными, то есть способными осуществлять свои права и обязанности и нести юридическую ответственность | внутреннее отношение (заинтересованность, безразличие) субъекта права к своей деятельности и её результатов, определения качества поступков из которых складывается поведение, их оценка | явления окружающей среды, на которые направлены правомерные поступки: материальные и нематериальные блага, общественные отношения | внешняя форма выражения правомерных поступков: действие или бездействие; их полезные результаты; причинная связь между деяниями и их последствиями |

## Виды правомерного поведения
Правомерное поведение можно классифицировать по различным критериям:
В зависимости от субъектов права
- поведение индивидуальных субъектов (гражданина, должностного лица);
- поведение коллективных субъектов (деятельность трудовых коллективов, государственных органов).

В зависимости от объективной стороны
- активное поведение — действие (своевременное представление декларации о доходах);
- пассивное поведение — бездействие (отказ обвиняемого давать показания).

В зависимости от степени общественной значимости
- необходимое (должное) поведение (защита родины, исполнение трудовых обязанностей, соблюдения правил дорожного движения и др.);
- возможное (социально допустимое):
  - желательное (участие в выборах, обжалование неправомерных действий должностных лиц, вступление в брак);
  - нежелательное (развод, забастовка и др.).

В зависимости от психологических признаков
- добровольное поведение (опирается на ценностные и прагматические мотивы в соответствии с правами и законными интересами субъектов);
- вынужденное поведение (определяется содержанием его мотивов, субъективной стороной поступка).

В зависимости от причин проявления
- поведение, обусловленное внутренними причинами и потребностями;
- поведение, обусловленное внешними обстоятельствами.

В зависимости от способа формирования в текстах правовых документов
- прямо и однозначно сформулированное поведение;
- косвенно предусмотренное поведение.

В зависимости от форм реализации норм права
- соблюдение;
- выполнение;
- использование;
- применение норм права.

В зависимости от юридических последствий, которых желает добиться субъект реализации
- индивидуальные юридические акты;
- юридические поступки.

В зависимости от юридического факта
- правосозидающее поведение;
- правоизменяющее поведение;
- правозапрещающее поведение.

В зависимости от субъективной стороны
- социально активное поведение, которое характеризуется высокой степенью активности субъектов, целенаправленностью их деятельности в процессе реализации своих прав, обязанностей, в рамках правовых норм;
- законопослушное поведение — это сознательное соблюдение законов, которые выполняются добровольно на основе высокого правосознания субъектов;
- конформистское поведение — это поведение, которое характеризуется низкой степенью социальной активности субъектов, их приспособленностью, оно не отличается от поведения других субъектов, основным принципом данного поведения является «делай как все»;
- маргинальное поведение находится на грани между правомерным и неправомерным, переступить которую не позволяет страх перед юридической ответственностью;
- привычное поведение, которое является разновидностью деятельности субъектов, вошло в привычку в силу многократного повторения, не требует дополнительных затрат.